# Витали, Лука
Лука Витали (итал. Luca Vitali; род. 9 мая 1986 года в Сан-Джорджо-ди-Пьяно, Италия) — итальянский профессиональный баскетболист, играющий на позиции разыгрывающего защитника.

## Карьера
Воспитанник молодёжной команды «Виртус» (Болонья), был одноклубником Марко Белинелли. Профессиональную карьеру начал в сезоне 2002 года, однако за основу практически не играл. Сезон 2003-04 начал в «Сиене», с которой стал чемпионом Италии. В следующем сезоне переходит в клуб «Сутор», в котором получает регулярное время в составе, а клуб становится открытием, уступив в плей-офф за попадание в Серию А только «Виртусу» (Болонья). В следующем году вновь через плей-офф клуб попадает в элитный дивизион чемпионата Италии. В сезоне 2006-07 вместе с командой попадает в Финал Восьми чемпионата Италии, а в следующем году становится четвёртым в Серии А и доходит до четвертьфинала плей-офф. Несмотря на то, что команда пытается сохранить игрока, в 2008 году он переходит в «Олимпию» Милан, с которым подписывает трёхлетний контракт. В новом клубе Лука Витали дебютирует в Евролиге, где в среднем за матч набирает 10,9 очка. 8 сентября 2009 года клуб и игрок по взаимному согласию расторгают контракт и игрок подписывает новый с клубом «Виртус» (Рим) по формуле 2+2. В сезоне 2009-10 игрок набирает в среднем за матч 5,7 очка, а команда финиширует лишь седьмой, выбыв из раунда плей-офф. Сезон 2011 Витали начинает без контракта, затем на правах свободного агента переходит в «Виртус» (Болонья), где игрок выполняет в основном защитные функции. 15 сентября 2012 года подписывает контракт с командой «Ваноли». 13 июля 2013 года официально переходит в «Рейер Венеция».

## Сборная Италии
Выступал за молодёжные команды Италии до 18 лет на первенстве Европы 2004 года, и дважды до 20 лет - в 2005 и 2006 годах. В первой сборной Италии дебютировал в 2006 году. Выступал в товарищеских матчах, при подготовке команды к чемпионату Европы 2007 года. Вновь вызывался тренером Карло Рекалкати в 2008 году. С новым тренером Симоне Пьяниджани игрок готовился с командой к чемпионату Европы в Литве. Принял участие в Евробаскете 2013 года в Словении.

## Достижения
- Чемпион Италии: 2003/2004

## Личная жизнь
Родители Луки также являлись профессиональными баскетболистами, а его брат, Микеле Витали выступает за баскетбольный клуб «Виртус» и национальную сборную Италии.